# Halone furcifascia
Halone furcifascia är en fjärilsart som beskrevs av George Francis Hampson 1914. Halone furcifascia ingår i släktet Halone och familjen björnspinnare. Inga underarter finns listade i Catalogue of Life.